# Motor X24

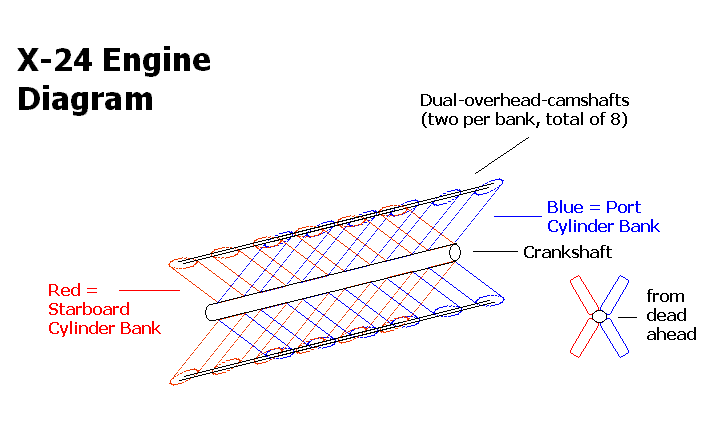
Diagrama con la distribución de pistones del motor X24

El X-24 es uno de los pocos motores con configuración en X que se conocen que fueron puestos en producción. El diseño consiste de un par de motores V-12 unidos con un cigüeñal en común, siendo más liviano que los diseños similares con disposición en W o en H, los cuales requieren dos cigüeñales. Sin embargo, ninguno de los motores X-24 existentes tuvieron éxito; unos pocos entraron en servicio, y el tiempo de producción fue muy limitado. Desarrollos de posguerra de los motores turbojet y turbofán obviaron la necesidad de grandes motores de avión de este tipo.
Los diseños fueron desarrollados por dos potencias del Eje, Italia y la Alemania nazi. El diseño alemán fue el Daimler-Benz DB 604, proyectado para usarse en el programa de los bombarderos B. Los desarrollos fueron cancelados cuando la situación estratégica cambió para Alemania, y el motor de turbina de gas hizo su debut. La italiana Isotta-Fraschini desarrolló el Zeta R.C. 24/60 para el caza Caproni F6, pero la rendición de Italia canceló el proyecto.
En Inglaterra, Rolls-Royce planeó la producción de dos motores durante la guerra, el Rolls-Royce Peregrine V-12 de 750 HP, y el Rolls-Royce Vulture X-24 de 1750 HP basado en el Peregrine. Durante la producción, el Peregrine tuvo problemas, y unir dos de ellos para producir el Vulture sólo los agravó. Los trabajos de desarrollo sobre ambos finalizaron en 1941 cuando Rolls concentró todo su esfuerzo en un diseño que intentaba cubrir la brecha entre esos dos motores, desarrollando el Rolls-Royce Merlin de 1100 HP.